# Aviation Safety Network
Aviation Safety Network (ASN) — це вебсайт, на якому зберігається інформація про авіаційні події та викрадення. База даних включає у себе деталі понад 10 700 подій з інформацією стосовно розслідування, новинами, фотографіями та статистикою.

## Історія
ASN біло засновано Харро Рантером (нід. Harro Ranter) у 1996 році як «Aviation Safety Web Pages». Фабіан Луйан (ісп. Fabian I. Lujan) приєднався у серпні 1998, щоб допомагати Рантеру у повідомленні точних, актуальних новин стосовно інцидентів з авіалайнерами. Своє теперішнє ім'я, Aviation Safety Network (ASN), сайт отримав у 1999 році.